# Hydriomena muscata
Hydriomena muscata là một loài bướm đêm trong họ Geometridae.